# Mary Grey
Lady Mary Grey (coniugata Keyes; 20 aprile 1545 – Londra, 20 aprile 1578) è stata una nobildonna inglese, sorella minore di Jane Grey, detta "la Regina dei nove giorni".
Pretendente al trono come figlia di Frances Brandon, nipote di Enrico VIII, fu emarginata durante il regno di Maria I, che aveva deposto e giustiziato sua sorella Jane. Riabilitata durante il successivo regno di Elisabetta I, anche in virtù del fatto che, non avendo Elisabetta figli, si ritrovò seconda in linea di successione dopo la sorella maggiore Katherine, caddero entrambe in disgrazia quando si sposarono senza il permesso della regina.

## Biografia

### Primi anni
Mary nacque il 20 aprile 1545 come ultima figlia di Henry Grey, I duca di Suffolk, e Frances Brandon, figlia di Maria Tudor (sorella di Enrico VIII) e Charles Brandon. Aveva due sorelle maggiori, Jane e Katherine. Venne descritta come innaturalmente piccola, deforme e brutta di viso, al punto che gli storici moderni credono potesse soffrire di nanismo o di una deformazione alla spina dorsale, come la scoliosi o la cifosi.
Nel 1553, Henry Grey e il suo consuocero, John Dudley, manipolarono il giovane e morente Edoardo VI, figlio di Edoardo VIII, perché escludesse dalla successione le sue sorellastre, Maria ed Elisabetta, a favore delle figlie di Frances (la quale aveva rinunciato ai suoi diritti per favorire la figlia Jane). Dopo la morte del re, avvenuta il 6 luglio 1553, venne proclamata regina Jane, figlia di Henry Grey e sposata con il figlio di John Dudley, Guildford. Qualche settimana prima, in vista di ciò, Mary era stata promessa sposa ad Arthur Grey, XIV barone Grey de Wilton, il cui padre era alleato dei Dudley. Tuttavia, dopo soli nove giorni Jane fu deposta a favore di Maria e John Dudley fu giustiziato. Jane, suo marito e suo padre furono inizialmente risparmiati, ma in un secondo momento furono dichiarati colpevoli di tradimento e giustiziati nel febbraio 1554. Dopo questa svolta negli eventi, il fidanzamento di Mary fu annullato.
Il 1º marzo 1555, Frances Brandon si risposò con Adrian Stokes e quando morì, il 20 novembre 1559, lasciò a lui la maggior parte dei suoi averi, riservando alla figlia Mary solo un modesto reddito di 20 sterline l'anno. In suo aiuto venne la cugina Elisabetta, salita al trono l'anno prima, che la prese come damigella d'onore e le assegnò un reddito annuo di 80 sterline. 
Durante il regno di Elisabetta, che rimase nubile e senza figli, Katherine e Mary Grey erano le prime in linea di successione al trono secondo le disposizioni di Enrico VIII e non era perciò permesso loro sposarsi senza il permesso reale, ma nel dicembre 1560 Katherine sposò segretamente Edward Seymour, cadendo in disgrazia presso Elisabetta, la quale dichiarò nullo il matrimonio in virtù del fatto che il pastore che celebrò le nozze non poté essere rintracciato e l'unica testimone era Jane Seymour, morta subito dopo la cerimonia. Il 12 marzo 1563 la Chiesa d'Inghilterra concordò con la regina, dichiarando invalido il matrimonio e illegittimi i loro figli, Edward e Thomas. Katherine e Edward furono poi confinati nella Torre, dove alla fine Katherine morì.

### Matrimonio
Nonostante la sorte di sua sorella, anche Mary si sposò senza il consenso reale, forse temendo che, a causa del suo aspetto, non avrebbe avuto altre occasioni. Il 16 luglio 1565, mentre Elisabetta I era assente per presenziare al matrimonio di Henry Knollys, figlio di sua cugina Catherine Carey, e Margaret Cave, figlia di Ambrose Cave, Mary sposò il cortigiano Thomas Keyes (nato nel o primo 1524), figlio di Richard Keyes e Agnes Saunders. Apprendendo dagli errori di sua sorella, Mary fece testimoniare tre sue cugine, ovvero Mary Willoughby, moglie di Matthew Arundell, e due delle figlie di Dorothy Stafford. 
Il matrimonio era altamente inappropriato, dal momento che Keyes era molto inferiore ai Grey dal punto di vista sociale, aveva più del doppio dell'età di Mary ed era un vedovo con sette figli. Le reazioni della corte furono di sdegno e sgomento, anche in virtù del loro diverso aspetto fisico: Keyes era alto quasi 2 metri e 10, mentre Mary fu descritta come "piccola, gobba e molta brutta" dall'ambasciatore spagnolo e "la persona più bassa della corte" da William Cecil, in una lettera al diplomatico Thomas Smith, che aggiunse che ciò costituiva un "crimine molto grave". 
A differenza di quello di Katherine, che rimase segreto per circa un anno, il matrimonio di Mary fu immediatamente scoperto. I due furono separati e non si videro mai più. Mary fu posta ai domiciliari a Chequers, sorvegliata da William Hawtrey, mentre Keyes fu portato alla Fleet Prison. Nell'agosto 1567, Mary fu mandata a vivere con Katherine Willoughby, che suo defunto nonno Charles Brandon aveva sposato dopo la morte di Maria Tudor. Katherine scrisse a Cecil esprimendo sgomento per i pochi averi con cui Mary si presentò da lei. Mary visse con Katherine per circa due anni, dove sembra fece amicizia coi figli di secondo letto di lei, Peregrine e Susan Bertie.
Il 27 gennaio 1568 Katherine Grey morì, lasciando Mary come presunta erede al trono, essendo i figli di Katherine giudicati illegittimi. Come prima in linea di successione, a Mary furono concesse condizioni migliori: nel giugno 1569 fu mandata a vivere prima a Bishopsgate e poi nella residenza di campagna di Osterley, entrambe appartenenti a Thomas Gresham. Sebbene più lussuoso, il soggiorno coi Gresham fu infelice: Thomas Gresham era vecchio, cieco e quasi paralitico, mentre sua moglie Anne provava risentimento verso l'ospite loro imposta. 

### Ultimi anni e morte
Il marito di Mary fu liberato nel 1569 e morì due anni dopo, nell'agosto 1571, nel Kent a causa della debilitazione dovuta agli anni di prigionia. Mary chiese che le fosse concesso di crescere i figli orfani di Keyes, ma le fu negato. Nel maggio 1572 la regina liberò Mary dai domiciliari, ma a quel punto lei non aveva né amici né risorse per vivere in maniera indipendente. Continuò quindi a vivere come ospite sgradita dei Gresham fino al 1573, quando fu mandata a vivere col patrigno Adrian Stokes a Beaumanor, nel Leicestershire, dove viveva con la nuova moglie, Anne Carew, vedova di Nicholas Throckmorton. Quando lasciò la casa, Gresham commentò: "finalmente se n'è andata, con tutti i suoi libri e la sua spazzatura". 
Nel febbraio 1573, tuttavia, Mary lasciò anche casa del patrigno, stabilendosi in una casa sua a St Botolph's Without Aldgate, Londra. Nel 1577, la sua reputazione era stata ristabilita abbastanza da essere riamessa a corte come damigella d'onore. 
Nell'aprile 1578, nel mezzo di un'epidemia di peste, Mary si ammalò e stilò il suo testamento. Lasciò i gioielli a Katherine Willoughby, l'argenteria a Mary Willoughby e ad Anne Carew e il denaro a Mary Merrick, nipote di Thomas Keyes. Morì tre giorni dopo, il 20 aprile 1578, nel giorno del suo trentatreesimo compleanno. Elisabetta I le concesse un lussuoso funerale presieduto da Susan Bertie e la fece seppellire insieme alla madre, nella Cattedrale di Westminster, anche se la loro tomba non è a oggi identificata. 
Dopo la sua morte, la presunta erede al trono divenne sua cugina Margaret Clifford, figlia di Eleanor Brandon, seconda figlia di Charles Brandon e Maria Tudor. Tuttavia, essendo anche lei premorta alla regina, alla morte di Elisabetta nel 1603 a succederle fu il nipote Giacomo Stuart, figlio della regina di Scozia Maria: con la salita al trono di Giacomo, si verificò l'unione personale dei regni d'Inghilterra e Scozia, che nel 1707 sarebbero stati legalmente uniti nel regno di Gran Bretagna. 

## Nella cultura di massa
- Mary Grey è un personaggio protagonista del romanzo L'ultima Tudor (2020), scritto da Philippa Gregory[19].

## Genealogia
|                                |                                |                                |                                |                                |                                |                         |                         |                  |                  |                  |                  |                |                | Enrico VII d'Inghilterra | Enrico VII d'Inghilterra | Enrico VII d'Inghilterra | Enrico VII d'Inghilterra | Enrico VII d'Inghilterra | Enrico VII d'Inghilterra |                            |                            |                            |                            |                            |                            | Elisabetta di York       | Elisabetta di York       | Elisabetta di York       | Elisabetta di York       | Elisabetta di York       | Elisabetta di York       |                |                |                 |                 |                 |                 |                 |                 |                 |                 |                 |                 |                   |                   |                   |                   |                   |                   |  |  |  |  |  |  |  |  |  |  |  |  |  |  |  |  |  |  |  |  |  |  |  |  |  |  |  |  |  |  |  |  |  |  |  |  |  |  |  |  |  |  |  |  |
|                                |                                |                                |                                |                                |                                |                         |                         |                  |                  |                  |                  |                |                | Enrico VII d'Inghilterra | Enrico VII d'Inghilterra | Enrico VII d'Inghilterra | Enrico VII d'Inghilterra | Enrico VII d'Inghilterra | Enrico VII d'Inghilterra |                            |                            |                            |                            |                            |                            | Elisabetta di York       | Elisabetta di York       | Elisabetta di York       | Elisabetta di York       | Elisabetta di York       | Elisabetta di York       |                |                |                 |                 |                 |                 |                 |                 |                 |                 |                 |                 |                   |                   |                   |                   |                   |                   |  |  |  |  |  |  |  |  |  |  |  |  |  |  |  |  |  |  |  |  |  |  |  |  |  |  |  |  |  |  |  |  |  |  |  |  |  |  |  |  |  |  |  |  |
|                                |                                |                                |                                |                                |                                |                         |                         |                  |                  |                  |                  |                |                |                          |                          |                          |                          |                          |                          |                            |                            |                            |                            |                            |                            |                          |                          |                          |                          |                          |                          |                |                |                 |                 |                 |                 |                 |                 |                 |                 |                 |                 |                   |                   |                   |                   |                   |                   |  |  |  |  |  |  |  |  |  |  |  |  |  |  |  |  |  |  |  |  |  |  |  |  |  |  |  |  |  |  |  |  |  |  |  |  |  |  |  |  |  |  |  |  |
|                                |                                |                                |                                |                                |                                |                         |                         |                  |                  |                  |                  |                |                |                          |                          |                          |                          |                          |                          |                            |                            |                            |                            |                            |                            |                          |                          |                          |                          |                          |                          |                |                |                 |                 |                 |                 |                 |                 |                 |                 |                 |                 |                   |                   |                   |                   |                   |                   |  |  |  |  |  |  |  |  |  |  |  |  |  |  |  |  |  |  |  |  |  |  |  |  |  |  |  |  |  |  |  |  |  |  |  |  |  |  |  |  |  |  |  |  |
|                                |                                |                                |                                | Margherita Tudor               | Margherita Tudor               | Margherita Tudor        | Margherita Tudor        | Margherita Tudor | Margherita Tudor |                  |                  |                |                |                          |                          |                          |                          |                          |                          | Enrico VIII d'Inghilterra  | Enrico VIII d'Inghilterra  | Enrico VIII d'Inghilterra  | Enrico VIII d'Inghilterra  | Enrico VIII d'Inghilterra  | Enrico VIII d'Inghilterra  |                          |                          |                          |                          |                          |                          |                |                |                 |                 |                 |                 | Maria Tudor     | Maria Tudor     | Maria Tudor     | Maria Tudor     | Maria Tudor     | Maria Tudor     |                   |                   |                   |                   |                   |                   |  |  |  |  |  |  |  |  |  |  |  |  |  |  |  |  |  |  |  |  |  |  |  |  |  |  |  |  |  |  |  |  |  |  |  |  |  |  |  |  |  |  |  |  |
|                                |                                |                                |                                | Margherita Tudor               | Margherita Tudor               | Margherita Tudor        | Margherita Tudor        | Margherita Tudor | Margherita Tudor |                  |                  |                |                |                          |                          |                          |                          |                          |                          | Enrico VIII d'Inghilterra  | Enrico VIII d'Inghilterra  | Enrico VIII d'Inghilterra  | Enrico VIII d'Inghilterra  | Enrico VIII d'Inghilterra  | Enrico VIII d'Inghilterra  |                          |                          |                          |                          |                          |                          |                |                |                 |                 |                 |                 | Maria Tudor     | Maria Tudor     | Maria Tudor     | Maria Tudor     | Maria Tudor     | Maria Tudor     |                   |                   |                   |                   |                   |                   |  |  |  |  |  |  |  |  |  |  |  |  |  |  |  |  |  |  |  |  |  |  |  |  |  |  |  |  |  |  |  |  |  |  |  |  |  |  |  |  |  |  |  |  |
|                                |                                |                                |                                |                                |                                |                         |                         |                  |                  |                  |                  |                |                |                          |                          |                          |                          |                          |                          |                            |                            |                            |                            |                            |                            |                          |                          |                          |                          |                          |                          |                |                |                 |                 |                 |                 |                 |                 |                 |                 |                 |                 |                   |                   |                   |                   |                   |                   |  |  |  |  |  |  |  |  |  |  |  |  |  |  |  |  |  |  |  |  |  |  |  |  |  |  |  |  |  |  |  |  |  |  |  |  |  |  |  |  |  |  |  |  |
| Giacomo V di Scozia            | Giacomo V di Scozia            | Giacomo V di Scozia            | Giacomo V di Scozia            | Giacomo V di Scozia            | Giacomo V di Scozia            | Margaret Douglas        | Margaret Douglas        | Margaret Douglas | Margaret Douglas | Margaret Douglas | Margaret Douglas |                |                | Maria I d'Inghilterra    | Maria I d'Inghilterra    | Maria I d'Inghilterra    | Maria I d'Inghilterra    | Maria I d'Inghilterra    | Maria I d'Inghilterra    | Elisabetta I d'Inghilterra | Elisabetta I d'Inghilterra | Elisabetta I d'Inghilterra | Elisabetta I d'Inghilterra | Elisabetta I d'Inghilterra | Elisabetta I d'Inghilterra | Edoardo VI d'Inghilterra | Edoardo VI d'Inghilterra | Edoardo VI d'Inghilterra | Edoardo VI d'Inghilterra | Edoardo VI d'Inghilterra | Edoardo VI d'Inghilterra |                |                | Frances Brandon | Frances Brandon | Frances Brandon | Frances Brandon | Frances Brandon | Frances Brandon | Eleanor Brandon | Eleanor Brandon | Eleanor Brandon | Eleanor Brandon | Eleanor Brandon   | Eleanor Brandon   |                   |                   |                   |                   |  |  |  |  |  |  |  |  |  |  |  |  |  |  |  |  |  |  |  |  |  |  |  |  |  |  |  |  |  |  |  |  |  |  |  |  |  |  |  |  |  |  |  |  |
| Giacomo V di Scozia            | Giacomo V di Scozia            | Giacomo V di Scozia            | Giacomo V di Scozia            | Giacomo V di Scozia            | Giacomo V di Scozia            | Margaret Douglas        | Margaret Douglas        | Margaret Douglas | Margaret Douglas | Margaret Douglas | Margaret Douglas |                |                | Maria I d'Inghilterra    | Maria I d'Inghilterra    | Maria I d'Inghilterra    | Maria I d'Inghilterra    | Maria I d'Inghilterra    | Maria I d'Inghilterra    | Elisabetta I d'Inghilterra | Elisabetta I d'Inghilterra | Elisabetta I d'Inghilterra | Elisabetta I d'Inghilterra | Elisabetta I d'Inghilterra | Elisabetta I d'Inghilterra | Edoardo VI d'Inghilterra | Edoardo VI d'Inghilterra | Edoardo VI d'Inghilterra | Edoardo VI d'Inghilterra | Edoardo VI d'Inghilterra | Edoardo VI d'Inghilterra |                |                | Frances Brandon | Frances Brandon | Frances Brandon | Frances Brandon | Frances Brandon | Frances Brandon | Eleanor Brandon | Eleanor Brandon | Eleanor Brandon | Eleanor Brandon | Eleanor Brandon   | Eleanor Brandon   |                   |                   |                   |                   |  |  |  |  |  |  |  |  |  |  |  |  |  |  |  |  |  |  |  |  |  |  |  |  |  |  |  |  |  |  |  |  |  |  |  |  |  |  |  |  |  |  |  |  |
|                                |                                |                                |                                |                                |                                |                         |                         |                  |                  |                  |                  |                |                |                          |                          |                          |                          |                          |                          |                            |                            |                            |                            |                            |                            |                          |                          |                          |                          |                          |                          |                |                |                 |                 |                 |                 |                 |                 |                 |                 |                 |                 |                   |                   |                   |                   |                   |                   |  |  |  |  |  |  |  |  |  |  |  |  |  |  |  |  |  |  |  |  |  |  |  |  |  |  |  |  |  |  |  |  |  |  |  |  |  |  |  |  |  |  |  |  |
| Maria Stuart, regina di Scozia | Maria Stuart, regina di Scozia | Maria Stuart, regina di Scozia | Maria Stuart, regina di Scozia | Maria Stuart, regina di Scozia | Maria Stuart, regina di Scozia | Enrico Stuart           | Enrico Stuart           | Enrico Stuart    | Enrico Stuart    | Enrico Stuart    | Enrico Stuart    | Charles Stuart | Charles Stuart | Charles Stuart           | Charles Stuart           | Charles Stuart           | Charles Stuart           |                          |                          |                            |                            |                            |                            | Jane Grey                  | Jane Grey                  | Jane Grey                | Jane Grey                | Jane Grey                | Jane Grey                | Catherine Grey           | Catherine Grey           | Catherine Grey | Catherine Grey | Catherine Grey  | Catherine Grey  | Mary Grey       | Mary Grey       | Mary Grey       | Mary Grey       | Mary Grey       | Mary Grey       |                 |                 | Margaret Clifford | Margaret Clifford | Margaret Clifford | Margaret Clifford | Margaret Clifford | Margaret Clifford |  |  |  |  |  |  |  |  |  |  |  |  |  |  |  |  |  |  |  |  |  |  |  |  |  |  |  |  |  |  |  |  |  |  |  |  |  |  |  |  |  |  |  |  |
| Maria Stuart, regina di Scozia | Maria Stuart, regina di Scozia | Maria Stuart, regina di Scozia | Maria Stuart, regina di Scozia | Maria Stuart, regina di Scozia | Maria Stuart, regina di Scozia | Enrico Stuart           | Enrico Stuart           | Enrico Stuart    | Enrico Stuart    | Enrico Stuart    | Enrico Stuart    | Charles Stuart | Charles Stuart | Charles Stuart           | Charles Stuart           | Charles Stuart           | Charles Stuart           |                          |                          |                            |                            |                            |                            | Jane Grey                  | Jane Grey                  | Jane Grey                | Jane Grey                | Jane Grey                | Jane Grey                | Catherine Grey           | Catherine Grey           | Catherine Grey | Catherine Grey | Catherine Grey  | Catherine Grey  | Mary Grey       | Mary Grey       | Mary Grey       | Mary Grey       | Mary Grey       | Mary Grey       |                 |                 | Margaret Clifford | Margaret Clifford | Margaret Clifford | Margaret Clifford | Margaret Clifford | Margaret Clifford |  |  |  |  |  |  |  |  |  |  |  |  |  |  |  |  |  |  |  |  |  |  |  |  |  |  |  |  |  |  |  |  |  |  |  |  |  |  |  |  |  |  |  |  |
|                                |                                |                                |                                |                                |                                |                         |                         |                  |                  |                  |                  |                |                |                          |                          |                          |                          |                          |                          |                            |                            |                            |                            |                            |                            |                          |                          |                          |                          |                          |                          |                |                |                 |                 |                 |                 |                 |                 |                 |                 |                 |                 |                   |                   |                   |                   |                   |                   |  |  |  |  |  |  |  |  |  |  |  |  |  |  |  |  |  |  |  |  |  |  |  |  |  |  |  |  |  |  |  |  |  |  |  |  |  |  |  |  |  |  |  |  |
|                                |                                | Giacomo I d'Inghilterra        | Giacomo I d'Inghilterra        | Giacomo I d'Inghilterra        | Giacomo I d'Inghilterra        | Giacomo I d'Inghilterra | Giacomo I d'Inghilterra |                  |                  |                  |                  |                |                | Arbella Stuart           | Arbella Stuart           | Arbella Stuart           | Arbella Stuart           | Arbella Stuart           | Arbella Stuart           |                            |                            |                            |                            |                            |                            |                          |                          |                          |                          |                          |                          |                |                |                 |                 |                 |                 |                 |                 |                 |                 |                 |                 | ebbe discendenza  | ebbe discendenza  | ebbe discendenza  | ebbe discendenza  | ebbe discendenza  | ebbe discendenza  |  |  |  |  |  |  |  |  |  |  |  |  |  |  |  |  |  |  |  |  |  |  |  |  |  |  |  |  |  |  |  |  |  |  |  |  |  |  |  |  |  |  |  |  |
|                                |                                | Giacomo I d'Inghilterra        | Giacomo I d'Inghilterra        | Giacomo I d'Inghilterra        | Giacomo I d'Inghilterra        | Giacomo I d'Inghilterra | Giacomo I d'Inghilterra |                  |                  |                  |                  |                |                | Arbella Stuart           | Arbella Stuart           | Arbella Stuart           | Arbella Stuart           | Arbella Stuart           | Arbella Stuart           |                            |                            |                            |                            |                            |                            |                          |                          |                          |                          |                          |                          |                |                |                 |                 |                 |                 |                 |                 |                 |                 |                 |                 | ebbe discendenza  | ebbe discendenza  | ebbe discendenza  | ebbe discendenza  | ebbe discendenza  | ebbe discendenza  |  |  |  |  |  |  |  |  |  |  |  |  |  |  |  |  |  |  |  |  |  |  |  |  |  |  |  |  |  |  |  |  |  |  |  |  |  |  |  |  |  |  |  |  |
|                                |                                | Casa Stuart                    |                                |                                |                                |                         |                         |                  |                  |                  |                  |                |                |                          |                          |                          |                          |                          |                          |                            |                            |                            |                            |                            |                            |                          |                          |                          |                          |                          |                          |                |                |                 |                 |                 |                 |                 |                 |                 |                 |                 |                 |                   |                   |                   |                   |                   |                   |  |  |  |  |  |  |  |  |  |  |  |  |  |  |  |  |  |  |  |  |  |  |  |  |  |  |  |  |  |  |  |  |  |  |  |  |  |  |  |  |  |  |  |  |

## Ascendenza
|                                    |                     |                          | Genitori                 |  |  | Nonni |  |  | Bisnonni    |  |  | Trisnonni |  |
|                                    |                     |                          |                          |  |  |       |  |  | Thomas Grey |  |  | John Grey |  |
|                                    |                     |                          |                          |  |  |       |  |  | Thomas Grey |  |  | John Grey |  |
|                                    |                     | Elisabetta Woodville     |                          |  |  |       |  |  | Thomas Grey |  |  |           |  |
| Thomas Grey                        |                     |                          |                          |  |  |       |  |  | Thomas Grey |  |  |           |  |
|                                    |                     | Cecily Bonville          | William Bonville         |  |  |       |  |  |             |  |  |           |  |
|                                    |                     | Cecily Bonville          | William Bonville         |  |  |       |  |  |             |  |  |           |  |
|                                    |                     | Cecily Bonville          | Katherine Neville        |  |  |       |  |  |             |  |  |           |  |
| Henry Grey                         |                     | Cecily Bonville          |                          |  |  |       |  |  |             |  |  |           |  |
|                                    |                     | Robert Wotton            | Nicholas Wotton          |  |  |       |  |  |             |  |  |           |  |
|                                    |                     | Robert Wotton            | Nicholas Wotton          |  |  |       |  |  |             |  |  |           |  |
|                                    |                     | Robert Wotton            | Elizabeth Bamburgh       |  |  |       |  |  |             |  |  |           |  |
| Margaret Wotton                    |                     | Robert Wotton            |                          |  |  |       |  |  |             |  |  |           |  |
|                                    |                     | Anne Belknap             | Henry Belknap            |  |  |       |  |  |             |  |  |           |  |
|                                    |                     | Anne Belknap             | Henry Belknap            |  |  |       |  |  |             |  |  |           |  |
|                                    |                     | Anne Belknap             | Margaret Knollys         |  |  |       |  |  |             |  |  |           |  |
| Mary Grey                          |                     | Anne Belknap             |                          |  |  |       |  |  |             |  |  |           |  |
|                                    | Sir William Brandon | Sir William Brandon      |                          |  |  |       |  |  |             |  |  |           |  |
|                                    | Sir William Brandon | Sir William Brandon      |                          |  |  |       |  |  |             |  |  |           |  |
|                                    | Sir William Brandon | Elizabeth Wingfield      |                          |  |  |       |  |  |             |  |  |           |  |
| Charles Brandon, I duca di Suffolk | Sir William Brandon |                          |                          |  |  |       |  |  |             |  |  |           |  |
|                                    |                     | Elizabeth Bruyn          | Henry Bruyn              |  |  |       |  |  |             |  |  |           |  |
|                                    |                     | Elizabeth Bruyn          | Henry Bruyn              |  |  |       |  |  |             |  |  |           |  |
|                                    |                     | Elizabeth Bruyn          | Elizabeth Darcy          |  |  |       |  |  |             |  |  |           |  |
| Frances Brandon                    |                     | Elizabeth Bruyn          |                          |  |  |       |  |  |             |  |  |           |  |
|                                    |                     | Enrico VII d'Inghilterra | Edmondo Tudor            |  |  |       |  |  |             |  |  |           |  |
|                                    |                     | Enrico VII d'Inghilterra | Edmondo Tudor            |  |  |       |  |  |             |  |  |           |  |
|                                    |                     | Enrico VII d'Inghilterra | Margaret Beaufort        |  |  |       |  |  |             |  |  |           |  |
| Maria Tudor                        |                     | Enrico VII d'Inghilterra |                          |  |  |       |  |  |             |  |  |           |  |
|                                    |                     | Elisabetta di York       | Edoardo IV d'Inghilterra |  |  |       |  |  |             |  |  |           |  |
|                                    |                     | Elisabetta di York       | Edoardo IV d'Inghilterra |  |  |       |  |  |             |  |  |           |  |
|                                    |                     | Elisabetta di York       | Elisabetta Woodville     |  |  |       |  |  |             |  |  |           |  |
|                                    |                     | Elisabetta di York       |                          |  |  |       |  |  |             |  |  |           |  |

### Esplicative
1. ↑  Doran 2004 dichiara invece che il matrimonio avvenne il 10 o il 12 agosto.
2. ↑  Figlia di Henry Willoughby di Wollaton e Anne Grey, Richardson 2011, p.311
3. ↑  Doran 2004 dichiara invece che l'anno era il 1568.

### Bibliografiche
1. ↑  Ives 2009; p.34
2. ↑  Richardson 2011; pp.308-311
3. ↑  (EN) The Unfortunate Marriages of the Ladies Grey Pt III: Mary, su History in the (Re)Making, 9 gennaio 2024.
4. ↑  Ives 2009; p.321 - De Lisle 2008; pp.93, 304 - Doran 2004 - Lock 2004
5. ↑  De Lisle 2008; pp.130-132, 150-158
6. ↑  Richardson 2011; p.308
7. ↑  De Lisle 2008; pp.205-207, 239-245, 257-258, 266-267 – Richardson 2011; p.310
8. ↑  Lemon 2005; p.256 – Richardson 2011; p.311 – De Lisle 2008; pp.172-173, 249-254
9. ↑  Doran 2004.
10. ↑  De Lisle 2008; p.14
11. ↑  De Lisle 2008; pp.253-254
12. ↑  Hawtrey 1903; pp.30-31 – Greenfield 1863; pp.338-339 – De Lisle 2008; pp.254-256, 273-277
13. ↑  De Lisle 2008; pp.268-272 – Richardson 2011; p.310
14. ↑  De Lisle 2008; pp.275, 281
15. ↑  Doran 2004 – De Lisle 2008; pp.278-284 – Richardson 2011; p.311
16. ↑  De Lisle 2008; pp.283-287
17. ↑  De Lisle 2008; pp.288-291
18. ↑  De Lisle 2008; p.291
19. ↑  (EN) THE LAST TUDOR | Kirkus Reviews.